# Thibetia honei
Thibetia honei är en fjärilsart som beskrevs av Clayton Dissinger Mell 1937. Thibetia honei ingår i släktet Thibetia och familjen svärmare. Inga underarter finns listade i Catalogue of Life.